# Humani generis
Humani generis es una encíclica publicada por el papa Pío XII el 12 de agosto de 1950, sobre las falsas opiniones contra los fundamentos de la doctrina católica. Es un documento que consolida y extiende las condenas que San Pío X lanza en la encíclica Pascendi Dominici gregis. 
Esta encíclica va dirigida directamente contra los postulados de la llamada Nouvelle Théologie, continuadora del modernismo condenado por Pascendi de San Pío X. En su redacción colaboraron varios teólogos, entre ellos Reginald Garrigou-Lagrange, O.P.
En ella se reafirma la compatibilidad entre las creencias religiosas católicas y la investigación científica, pero, al mismo tiempo, reafirma la inmutabilidad de los postulados fundamentales de la religión.

Ninguna verdad que la mente humana haya podido descubrir mediante una investigación sincera puede estar en contradicción con la verdad ya conocida porque Dios Suma Verdad ha creado y tolerado la inteligencia humana no para que oponga cada día nuevas verdades a las verdades firmemente adquiridas, sino para que una vez eliminados los errores surgidos, esa inteligencia añada verdades en el mismo orden y con la misma organicidad que constatamos en la naturaleza misma de las cosas de donde nace la verdad.
Encíclica Humani generis